# Amastra cylindrica
Amastra cylindrica és una espècie de gastròpode eupulmonat terrestre de la família Amastridae.

## Descripció
Fa 18 mm de llargària. La capa externa és de color cafè.

## Hàbitat
Generalment, és arborícola i viu en arbustos petits i arbres baixos, encara que també se'n pot trobar a terra.

## Distribució geogràfica
Es troba a Hawaii.

## Estat de conservació
Les seues principals amenaces són la pèrdua del seu hàbitat, la depredació per part d'espècies exòtiques (rates, caragols i platihelmints) i el furtivisme.